# Dig It
"Dig It" é uma canção dos Beatles do álbum Let It Be. Ela é creditada a Lennon/McCartney/Harrison/Starkey. Essa música e "Maggie Mae" aparecem no álbum Let It Be, mas não foram incluídos no posterior Let It Be… Naked. A versão de maio de 1969 de Glyn Johns, então intitulado Get Back, tinha uma versão de 3:59 de "Dig It", a qual depois foi reduzida a um duração muito menor.

## Gravação
Algumas versões foram gravadas durante as sessões do projeto Get Back/Let It Be, em 24, 26, 27, 28, e 29 de janeiro de 1969, no Apple Studio. A versão de 49 segundos é uma parte da gravação de 26 de janeiro, que era uma sessão de doze minutos que envolvia a canção "Twist and Shout". Um segmento dessa sessão aparece no filme Let It Be. Os participantes dela eram John Lennon no vocal, George Harrison na guitarra, Paul McCartney no piano, Ringo Starr na bateria e Billy Preston no órgão; também participaram, mas não são ouvidos na versão lançada, a filha de seis anos de Linda Eastman (que se tornaria Linda McCartney), Heather.
No começo da sessão, Lennon canta a letra principal com intervenção de Harrison, enquanto Heather ficava no vocal de fundo. Como a performance piorou, Lennon estimulou os outros a continuar. Paul adicionou um vocal barítono de "dig it up, dig it up, dig it up" ("desenterre, desenterre, desenterre") e variantes e Lennon começou a repetir "Like a rolling stone" ("Como um rolling stone", pessoa sem estabelecimento fixo), então vai para a parte das "pessoas famosas", mencionando "o FBI, a CIA, a BBC, B.B. King, Doris Day e Matt Busby".

## Banda
- John Lennon — vocal principal, baixo de seis cordas
- George Harrison — guitarra, vocal
- Paul McCartney — piano, vocal
- Ringo Starr — bateria
- Billy Preston — órgão
- George Martin — percussão